# Impromptus de Schubert
Pour les articles homonymes, voir Impromptu.

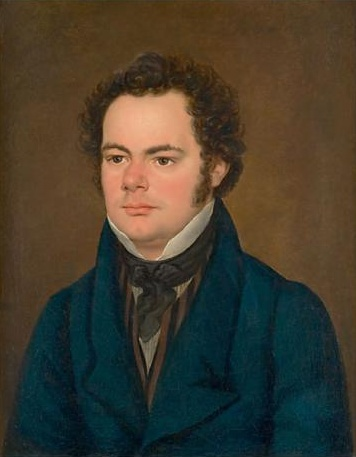
Schubert c. 1827.

Les Impromptus regroupent deux séries de quatre morceaux pour piano seul composés par Franz Schubert en 1827.
Schubert compose trois nouveaux morceaux dans le même esprit en mai 1828, juste avant sa mort, mais sans leur donner de titre. Ils sont baptisés Drei Klavierstücke (« Trois pièces pour piano ») par Johannes Brahms lors de leur première édition en 1868, soit quarante ans après la mort du compositeur.

## Quatre impromptus, D. 899,op.90

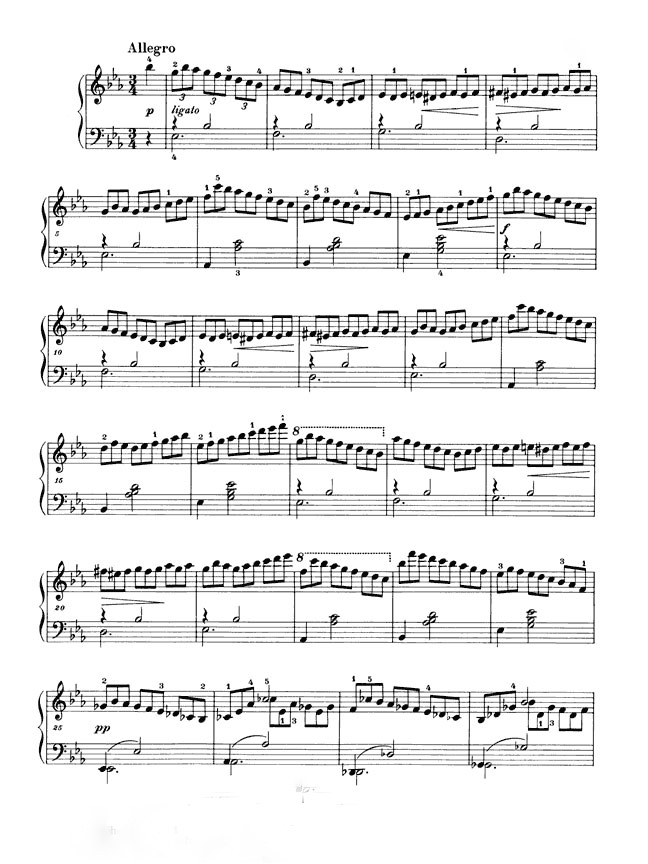
Premières mesures de l'impromptu D. 899 no 2.

La composition des Quatre impromptus est liée aux vacances que Schubert a passées avec son ami Jenger, en septembre 1827, à Graz. Ils y sont accueillis par Karl et Marie Pachler, un grand mélomane et une excellente pianiste. Beethoven déclare en 1827, en parlant à cette dernière : « Je n'ai jamais trouvé personne qui exécute mes compositions aussi bien que vous ».
Les Impromptus D. 899 (tout comme leurs frères cadets D. 935, op. 142) forment un cycle.
- Impromptu no 1 en ut mineur (Allegro molto moderato)
- Impromptu no 2 en mi bémol majeur (Allegro)
- Impromptu no 3 en sol bémol majeur (Andante)
- Impromptu no 4 en la bémol majeur (Allegretto)

L'éditeur viennois Tobias Haslinger publie les deux premiers en décembre 1827 en leur donnant le nom d'Impromptus. N'obtenant pas le succès commercial escompté, il ne publie les deux autres qu'en 1855, en se permettant de simplifier l'armature du troisième par une transposition en sol majeur et de modifier la mesure 
 en 
, erreurs d'appréciation aujourd'hui corrigées.
Les Impromptus op. 90 nos 2 et 3 jouent un rôle dramatique important tout au long du film de Bertrand Blier, Trop belle pour toi (1989). Ils sont également interprétés dans la série Smallville à l'épisode 4.08 (Les Trois Sorcières) pour le no 2 ainsi que dans l'épisode 5.17 (L'Au-delà) pour le no 3.
L'Impromptu op. 90 no 3 est remanié par le compositeur Michael Nyman sous le nom d'Impromptu pour 12 doigts pour le film Bienvenue à Gattaca sorti en 1997. Il est également utilisé dans le film Equals (2015).

## Quatre impromptus, D. 935, op. posth. 142
- Impromptu no 1 en fa mineur (Allegro moderato)
- Impromptu no 2 en la bémol majeur (Allegretto)
- Impromptu no 3 en si bémol majeur « Rosamunde » (Andante)
- Impromptu no 4 en fa mineur (Allegro scherzando)

L'Impromptu no 3 en si bémol majeur est surnommé « Rosamunde » car son thème correspond à une variation de sa musique de scène pour la pièce intitulée Rosamunde. Schubert avait déjà réutilisé ce thème dans le Quatuor à cordes no 13 en la mineur, D. 804, également surnommé « Rosamunde ».

## Drei Klavierstücke, D. 946,op.posth.
- No 1 en mi bémol mineur
- No 2 en mi bémol majeur
- No 3 en do majeur

## Discographie sélective
- Murray Perahia, piano. CD Sony Classical 1983
- Radu Lupu, piano. CD Decca 1983[2].
- Alfred Brendel, piano. CD Philips Classics 1989.
- Mitsuko Uchida, piano. CD Philips Classics 1997.